# Dobromirovo
Dobromirovo (makedonsky: Добромирово) je historická vesnice v Severní Makedonii. Nachází se v opštině Demir Hisar v Pelagonském regionu.

## Geografie
Dobromirovo se nacházelo v oblasti Železnik, na západ od vesnice Slepce, pod jejíž správu dnes spadá a na sever od Slepského kláštera. Na místě vesnice dnes stojí pouze klášter s kostelem sv. bohorodičky Balaklije, nazývaný "Východní pátek". Kostel byl obnovený v roce 1970 podle vzoru dřívějšího vesnického kostelo.

## Historie
Obec existoval již od středověku, o čemž svědčí pozůstatky kostela a nekropole. Místo bylo pojmenováno po makedonských panovnících Dobromira Chyrose nebo Dobromira Strezi, kteří sem oba jezdili na dovolenou.
Během nadvlády Osmanské říše patřila vesnice jistému Azapovi a místní obyvatelé se živili chovem zvířat a zpracováváním dřeva. V roce 1468 platila vesnice daně ve výši 1035 akçí. Z roku 1468 také pochází záznamy o sčítání lidu, podle něhož zde žilo 28 rodin, 1 neprovdaná žena a 1 vdova.
V roce 1568 zde bylo zaznamenáno 125 obyvatel.
V 18. století započalo vylidňování vesnice, kdy obyvatelstvo odcházelo do okolních větších vesnic či měst.